# Blans
Blans is een plaats in de Deense regio Zuid-Denemarken, gemeente Sønderborg, en telt 516 inwoners (2008).